# Sobieszów (gromada)
Sobieszów – dawna gromada, czyli najmniejsza jednostka podziału terytorialnego Polskiej Rzeczypospolitej Ludowej w latach 1954–1972.
Gromady, z gromadzkimi radami narodowymi (GRN) jako organami władzy najniższego stopnia na wsi, funkcjonowały od reformy reorganizującej administrację wiejską przeprowadzonej jesienią 1954 do momentu ich zniesienia z dniem 1 stycznia 1973, tym samym wypierając organizację gminną w latach 1954–1972.
Gromadę Sobieszów z siedzibą GRN w Sobieszowie (obecnie w granicach Jeleniej Góry) utworzono – jako jedną z 8759 gromad na obszarze Polski – w powiecie jeleniogórskim w woj. wrocławskim, na mocy uchwały nr 15/54 WRN we Wrocławiu z dnia 2 października 1954. W skład jednostki weszły obszary dotychczasowych gromad Sobieszów i Jagniątków ze zniesionej gminy Sobieszów w tymże powiecie. Dla gromady ustalono 27 członków gromadzkiej rady narodowej.
13 listopada 1954, po pięciu tygodniach, gromadę Sobieszów zniesiono w związku z nadaniem jej statusu osiedla. 18 lipca 1962 osiedle Sobieszów otrzymało status miasta. 2 lipca 1976 miasto Sobieszów zostało włączone do Jeleniej Góry.